# わたしの街 静岡
「わたしの街 静岡」（わたしのまち しずおか）は日本の政令指定都市の1市で、静岡県の県庁所在地である静岡市の市歌。歌詞は静岡市選定、補作詞・作曲は小椋佳、編曲は川辺真。

## 概要
2003年（平成15年）4月1日、旧静岡市と清水市の新設合併により新「静岡市」が成立した。両市の合併（いわゆる「静清合併」）に際しては、市名こそ「静岡市」とするものの静岡市が清水市を編入合併するのでなく“対等の関係”で実施される新設合併であることを強調するため両市の市章および市旗、そして1937年（昭和12年）制定の静岡市歌（2代目）と1959年（昭和34年）制定の清水市歌「我らの港」をいずれも廃止し、新市歌の制定を行う方針が確認された。
新市歌の制定に当たっては「新しい静岡市を象徴し、幅広い層の市民に親しまれ、気軽に歌われる歌となる」ことを第一に、2004年（平成16年）7月1日から8月31日まで市民から歌詞の公募を実施した後、静岡市歌選定委員会（7名）が選定し、2005年（平成17年）4月13日に制定（静岡市告示第131号）、同日開催された「政令指定都市移行記念式典」で発表された。
詞は応募があった241名の作品より最優秀賞と優秀賞に選ばれた3名の作品をベースに小椋佳が補作詞と作曲、静岡市出身の川辺真が編曲を手掛けた。オリジナル歌唱は伊東恵里、コーラスはすずかけ児童合唱団。
CD（非売品）と演奏用楽譜を作成し、市民の希望者に貸し出しを行っている。また、静岡県内のテレビ、ラジオ、静岡市内のコミュニティFM局で放送される静岡市からの広報スポットのBGMとして市歌のオフヴォーカルが流れる。
静岡市にはこの歌のほか、公式音頭として2013年4月26日に発表された「まるちゃんの静岡音頭」がある。

## CD収録曲
わたしの街 静岡
1. オリジナルバージョン（3分25秒）
2. マーチバージョン
3. オリジナルカラオケ（コーラスなし）
4. オリジナルカラオケ（コーラスあり）

## 市民への浸透度
市歌制定6年後の2011年10月に市民モニター100人（回答率99%）へアンケート調査した結果、市歌「わたしの街 静岡」を知っていたのは37人（約37%）であり、浸透度は低かった。市では今後、市歌の存在を積極的にアピールする方法を検討し実施していくと表明している。